# Кайраллиев, Даурен Табысбекулы
Даурен Табысбекулы Кайраллиев (каз. Дәурен Табысбекұлы Қайраллиев; 15 мая 1992, Атырау, Казахстан) — казахстанский футболист, полузащитник.

## Карьера
Футбольную карьеру начинал в 2011 году в составе клуба «Атырау». 4 апреля 2011 года в матче против клуба «Кайсар» дебютировал в казахстанской Премьер-лиге (0:1).
В марте 2014 года на правах аренды перешёл в «Каспий».

## Клубная статистика
| Игровая карьера | Игровая карьера | Игровая карьера | Лига | Лига | Кубок | Кубок | Межд. | Межд. | Др. | Др. |
| --------------- | --------------- | --------------- | ---- | ---- | ----- | ----- | ----- | ----- | --- | --- |
| 2017            | Атырау          | А               | 15   | 0    | 3     | 1     | —     | —     | —   | —   |
| 2018            | Атырау          | А               | 12   | 0    | 3     | 0     | —     | —     | —   | —   |
| 2019            | Атырау          | А               | 9    | 0    | 1     | 0     | —     | —     | —   | —   |
| 2020            | Атырау          | Б               | 4    | 0    | —     | —     | —     | —     | —   | —   |
| 2021            | Атырау          | А               | 22   | 0    | 5     | 0     | —     | —     | —   | —   |

## Достижения
«Атырау»
- Финалист Кубка Казахстана (3): 2017, 2018, 2019
- Победитель Первой лиги: 2020